# Episodi di How I Met Your Mother (prima stagione)
La prima stagione della sitcom How I Met Your Mother è stata trasmessa in prima visione assoluta negli Stati Uniti d'America da CBS dal 19 settembre 2005 al 15 maggio 2006.
In Italia la stagione è stata inizialmente trasmessa in prima visione da Italia 1, con la messa in onda dei primi 15 episodi, dall'11 al 29 febbraio 2008. Gli episodi dal 16 al 18 sono stati trasmessi in prima visione a pagamento da Joi dal 23 al 27 gennaio 2009. Gli episodi conclusivi sono infine andati in onda in prima visione su Italia 1 dal 28 al 30 gennaio 2009.
In Svizzera la stagione è stata trasmessa in prima visione da RSI LA1 dal 1º al 22 giugno 2009.
| nº | Titolo originale                  | Titolo italiano               | Prima TV USA      | Prima TV Italia  |
| -- | --------------------------------- | ----------------------------- | ----------------- | ---------------- |
| 1  | Pilot                             | Una lunga storia              | 19 settembre 2005 | 11 febbraio 2008 |
| 2  | Purple Giraffe                    | La giraffa viola              | 26 settembre 2005 | 12 febbraio 2008 |
| 3  | Sweet Taste of Liberty            | Il dolce sapore della libertà | 3 ottobre 2005    | 13 febbraio 2008 |
| 4  | Return of the Shirt               | Il ritorno della camicia      | 10 ottobre 2005   | 14 febbraio 2008 |
| 5  | Okay Awesome                      | Disco club                    | 17 ottobre 2005   | 15 febbraio 2008 |
| 6  | Slutty Pumpkin                    | La zucca supersexy            | 24 ottobre 2005   | 18 febbraio 2008 |
| 7  | Matchmaker                        | Questione di compatibilità    | 7 novembre 2005   | 19 febbraio 2008 |
| 8  | The Duel                          | Il duello                     | 14 novembre 2005  | 20 febbraio 2008 |
| 9  | Belly Full of Turkey              | Il pieno di tacchino          | 21 novembre 2005  | 21 febbraio 2008 |
| 10 | The Pineapple Incident            | La storia dell'ananas         | 28 novembre 2005  | 22 febbraio 2008 |
| 11 | The Limo                          | La limousine                  | 19 dicembre 2005  | 25 febbraio 2008 |
| 12 | The Wedding                       | Il matrimonio                 | 9 gennaio 2006    | 26 febbraio 2008 |
| 13 | Drumroll, Please                  | Rullo di tamburi              | 23 gennaio 2006   | 27 febbraio 2008 |
| 14 | Zip, Zip, Zip                     | La prima volta                | 6 febbraio 2006   | 28 febbraio 2008 |
| 15 | Game Night                        | Il gioco della verità         | 27 febbraio 2006  | 29 febbraio 2008 |
| 16 | Cupcake                           | Chi cerca trova               | 6 marzo 2006      | 23 gennaio 2009  |
| 17 | Life Among the Gorillas           | Insieme ai gorilla            | 20 marzo 2006     | 26 gennaio 2009  |
| 18 | Nothing Good Happens After 2 A.M. | Dopo le due di notte...       | 10 aprile 2006    | 27 gennaio 2009  |
| 19 | Mary the Paralegal                | Prestazioni a pagamento       | 24 aprile 2006    | 28 gennaio 2009  |
| 20 | Best Prom Ever                    | Il dubbio                     | 1º maggio 2006    | 29 gennaio 2009  |
| 21 | Milk                              | Latte scaduto                 | 8 maggio 2006     | 29 gennaio 2009  |
| 22 | Come On                           | La danza della pioggia        | 15 maggio 2006    | 30 gennaio 2009  |

Nelle liste delle Guest star non figurano David Henrie (Figlio di Ted del futuro) e Lyndsy Fonseca (Figlia di Ted del futuro) perché compaiono in quasi tutti gli episodi, quindi da considerare personaggi principali.

## Una lunga storia
- Titolo originale: Pilot
- Diretto da: Pamela Fryman
- Scritto da: Carter Bays e Craig Thomas

### Trama
Nel 2030 Ted Mosby inizia a raccontare ai suoi due figli come ha conosciuto la loro madre. La storia risale al 2005 quando Marshall, migliore amico di Ted, gli rivela di aver deciso di chiedere a Lily, la sua fidanzata, di sposarlo. Ted capisce che è giunto anche per lui il momento di trovare la donna giusta e chiama Barney per incontrarsi al bar e discuterne. Mentre Barney cerca di far incontrare Ted con belle ragazze usando la scusa del «Tu lo conosci Ted?», quest'ultimo vorrebbe conoscere la sua futura moglie in modo romantico. Proprio in quel momento vede nel bar Robin, una giovane reporter, e la invita a uscire. La serata fila per il verso giusto fino a quando Ted commette l'errore di dirle che l'ama già. Il Ted del 2030 rivela che quella donna infatti non sarà la madre dei suoi figli, ma soltanto la "zia Robin" e che la rivedrà ancora.
- Guest star: Joe Nieves (Carl), Jack Shearer (tassista), Gary Riotto (cameriere numero 1), Monique Edwards (produttore), Saba Homayoon (Yasmin), Sarah Loew (amica scaricata), Marshall Manesh (Ranjit), Tony Rossi (cameriere numero 2), Geoff Stevenson (cliente al ristorante).

## La giraffa viola
- Titolo originale: Purple Giraffe
- Diretto da: Pamela Fryman
- Scritto da: Carter Bays e Craig Thomas

### Trama
Ted si è reso ridicolo agli occhi di Robin e decide di non rivederla mai più. Nonostante ciò, la rincontra per caso al bar e decide di provare a invitarla a una festa, organizzata apposta per poterle parlare. Alla festa Robin non si fa vedere e Ted e i suoi amici ne organizzano una seconda, che finisce alla stesso modo. È al terzo party che Robin finalmente decide di presentarsi e lei e Ted si baciano. Robin però capisce che Ted vuole una relazione troppo seria rispetto a quello che desidererebbe lei, perciò decidono di restare solo amici.
- Guest star: Anna Zielinski (ragazza carina), Pedro Miguel Arce (Dana), Jae Head (Leroy), Jon Bernthal (Carlos), Beth Riesgraf (ragazza), Lindsay Schoneweis (ragazza sognante), Sean Lucore (Sean), Alyshia Ochse (Tatiana).

## Il dolce sapore della libertà
- Titolo originale: Sweet Taste of Liberty
- Diretto da: Pamela Fryman
- Scritto da: Chris Miller e Phil Lord

### Trama
Anziché andare sempre al solito bar, Barney convince Ted ad andare all'aeroporto per abbordare delle ragazze. Vedendo due belle ragazze, si imbarcano su un aereo per Filadelfia ma all'arrivo vengono arrestati dalla polizia, che ha alcune registrazioni di Barney che mette delle valigie sospette sopra altri aerei. Intanto Robin e Lily si incontrano al solito bar per chiacchierare e Lily si accorge che nessun ragazzo ci prova più con lei. Decide perciò di togliersi l'anello di fidanzamento momentaneamente per vedere che effetto fa, ma riesce a fare conoscenza solo con un gay. Nel frattempo Marshall parte in macchina per raggiungere Barney e Ted, che vengono rilasciati (poiché le valigie sospette di Barney contengono in realtà solo preservativi e una merendina). Prima di tornare a New York, Barney convince Ted a leccare la Campana della libertà di Filadelfia.
- Guest star: Joe Nieves (Carl), Anna Zielinski (ragazza carina), Floyd Vanbuskirk (tassista numero 2), Pedro Miguel Arce (Dana), Carla Toutz (Sascha), Robb Derringer (Derrick), Mark Edward Smith (artificiere), Earl Billings (ufficiale McNeil), Gita Isak (assistente di volo), Sean Lucore (ragazzo numero 1), Dustin Lancaster (ragazzo numero 2), Chuck Carter (ragazzo numero 3), Alyshia Ochse (Tatiana), Tiffany Brouwer (Laura).

## Il ritorno della camicia
- Titolo originale: Return of the Shirt
- Diretto da: Pamela Fryman
- Scritto da: Kourtney Kang

### Trama
Ritrovando una vecchia camicia e scoprendo con stupore che, al contrario di qualche tempo prima, ora gli piace molto, Ted crede di aver cambiato gusti e decide di riprovarci con una sua vecchia fidanzata, Natalie. Lui l'aveva lasciata il giorno del suo compleanno con un messaggio in segreteria e lei non ha ancora digerito l'orribile gesto. Tuttavia, i due iniziano a uscire insieme poiché Ted è cambiato ed è in cerca di una relazione stabile. Nel frattempo Barney convince Robin a dire parolacce e frasi senza senso nei suoi servizi per Metro News 1 e la giovane giornalista scopre che neanche il suo capo guarda le sue interviste in tv. Infine Ted decide di lasciare Natalie perché capisce di non amarla, ma per errore decide di farlo ancora una volta nel giorno del compleanno della ragazza. Lei, che negli anni ha studiato Krav Maga, lo stende davanti a tutti. In un'intervista Robin riscopre la bellezza del suo lavoro, ma riesce comunque a fare una figuraccia in diretta.
- Guest star: Charlene Amoia (cameriera), John Henry Canavan (ragazzo con il cappellino numero 2), Choice Skinner (ragazzo con il cappellino numero 1), Buck Kartalian (Henry), Katelin Chesna (cliente), Monique Edwards (produttore), Anne Dudek (Natalie), Michael Kagan (Joel Adams), Jackie Geary (Jackie), Ange Billman (Steph), Deanna Russo (Brooke).

## Disco club
- Titolo originale: Okay Awesome
- Diretto da: Pamela Fryman
- Scritto da: Chris Harris II

### Trama
Robin riceve un invito per entrare in un club esclusivo e invita Ted e Barney ad andare con lei. Lily e Marshall, invece, passano la serata con degli amici sposati a una cena con degustazione di vini. Al club, la musica è assordante e Ted e Barney perdono quasi completamente l'udito. Marshall, annoiandosi a morte a casa sua, scappa dalla finestra e raggiunge i suoi amici al club, seguito poi anche da Lily, che se l'è filata allo stesso modo. Robin rimane fuori dalla sala VIP e decide di uscire dalla discoteca per telefonare alla persona che le ha dato l'invito, ma poi rimane bloccata fuori con Lily. Intanto Barney tampina tutta la sera una ragazza che poi scopre essere sua cugina e, sconvolto, decide di andarsene. Così Ted, Barney, Marshall, Lily e Robin si ritrovano infine fuori dall'assordante discoteca e capiscono che questo tipo di serata non fa per loro.
- Guest star: Joshua Zisholtz (Daniel), Eddie Alfano (primo buttafuori), Jayma Mays (donzella delle giacche), Stephen Keys (secondo buttafuori), Sebastian Siegel (barista), Kyle Bornheimer (Kyle), Michelle Noh (Claire), Rob Evors (Bradley), Ryan Raddatz (Chris), Samm Levine (Phil), Vanessa Lee Evigan (Kelly), Kristin Denehy (Leslie).

## La zucca supersexy
- Titolo originale: Slutty Pumpkin
- Diretto da: Pamela Fryman
- Scritto da: Brenda Hsueh

### Trama
È arrivato Halloween e Ted, come ogni anno, lo passerà aspettando la sua "zucca supersexy", una ragazza travestita da zucca che ha incontrato quattro anni prima sulla terrazza. Marshall e Lily invece riescono a vincere il premio per i migliori costumi travestendosi dal capitano Jack Sparrow e da pappagallo parlante. Robin vorrebbe passare Halloween con Mike, un ragazzo con cui esce da due settimane, ma viene mollata perché lui capisce che la ragazza non prova i suoi stessi sentimenti. Barney, vestito da pilota di Top Gun, tenta di convincere Ted a lasciare la terrazza e seguirlo a un'altra festa, ma non ci riesce e nel frattempo ci prova con una ragazza vestita da hawaiana. Alla fine Ted rimane deluso poiché la sua zucca supersexy non si è fatta vedere, ma si consola con una chiacchierata con Robin in terrazza.
- Guest star: Joe Nieves (Carl), Chad Lindsey (Angel), Scott Allen Rinker (Host), Krizia Bajos (Hula Girl), Jeremy Gabriel (Mark), Randall Bills, Crispin Barrymore, Kevin St. Clair, Ryan Goessl, Andy Brown, Eric Bradley (The Shagarats)

## Questione di compatibilità
- Titolo originale: Matchmaker
- Diretto da: Pamela Fryman
- Scritto da: Chris Marcil e Sam Johnson

### Trama
Ted e Barney vanno in un'agenzia matrimoniale per trovare le loro anime gemelle ma, come prima cosa, la responsabile caccia fuori Barney, capendo che sta solo cercando belle ragazze con cui passare una notte. Decide invece di aiutare Ted, che ha buone intenzioni, e gli fa compilare dei questionari. Nel frattempo Marshall e Lily vedono nell'appartamento una strano animale, metà scarafaggio metà topo, che loro ribattezzano "scaratopo". Tentano di catturarlo, ma non riescono a prenderlo. Spaventati, fuggono via e iniziano a programmare un piano d'attacco. La responsabile dell'agenzia matrimoniale non riesce a trovare nessuno compatibile con Ted, anche se in realtà una ragazza ci sarebbe, ma è già impegnata. Ted decide di conoscerla a ogni costo e va nello studio dove lavora come dermatologa. La donna si sta per sposare e, nonostante abbia tutti i requisiti per stare bene anche con Ted, gli fa capire che l'amore non è una scienza esatta. Con l'aiuto di Robin, Marshall e Lily riescono a lanciare dalla finestra lo scaratopo, scoprendo che può anche volare. Ted capisce che la sua anima gemella è fuori da qualche parte e decide di non smettere di cercare.
- Guest star: Joe Nieves (Carl), Beth Lacke (Dr. Sarah O'Brien), Nick Jaine (Sudeep), Camryn Manheim (Ellen Pierce)

## Il duello
- Titolo originale: The Duel
- Diretto da: Pamela Fryman
- Scritto da: Gloria Calderon Kellett

### Trama
Ted e Marshall litigano per chi, dopo che quest'ultimo si sarà sposato, dovrà tenere l'appartamento. Quando decidono di fare un duello con le spade per capire chi rimarrà, colpiscono inavvertitamente Lily che era appena entrata in casa dopo essere andata nel suo vecchio appartamento che ha scoperto essere diventato un ristorante cinese. La ragazza finisce all'ospedale, anche se non è niente di serio alla fine. Nel frattempo, Barney inventa il "diritto di recesso", con il quale decide che se la ragazza con la quale sta uscendo non gli piace, dopo 5 minuti la può scaricare.
- Guest star: Jacqueline Piñol (Jackie), Keisuke Hoashi (Dottore), Maya Parish (Erin), Martin Starr (Kevin), Brian Petrucelli (Moving Man numero 1), Keri Safran (Katie), Miki Mia (Cameriera cinese)

## Il pieno di tacchino
- Titolo originale: Belly Full of Turkey
- Diretto da: Pamela Fryman
- Scritto da: Chris Miller

### Trama
Nel giorno del ringraziamento, Marshall e Lily vanno nel Minnesota per far sì che quest'ultima conosca gli Eriksen. Una volta lì, Lily capisce che se avrà un figlio si dovrà stabilire in Minnesota e stare sempre con gli strani familiari del fidanzato. Grazie a Ted del 2030 si capisce che Lily ha un ritardo di cinque o sei giorni e proprio durante la cena del ringraziamento scappa per andare a comprare un test di gravidanza. Verrà arrestata per aver fatto pipì in un luogo pubblico. Marshall la va a prendere e Lily, dopo aver confessato le sue paure, si rasserena perché capisce che saranno una coppia diversa dai loro genitori e che vivranno ovunque essi vorranno. Nel frattempo Ted e Robin scoprono che Barney fa volontariato alla mensa dei poveri. Mentre il Ted del 2005 è a uno strip club con Robin e Barney, alla fine dell’episodio, si scopre il nome della madre e futura moglie di Ted: si chiama Tracy.
- Guest star: Katie Keane (Spogliarellista), Jennifer Ann Wilson (Ashley Ericksen), Ned Rolsma (Marcus Eriksen), Robert Michael Ryan (Marvin Eriksen Jr.), Bill Fagerbakke (Marvin Eriksen Sr), Suzie Plakson (Judy Eriksen), John Bobek (Clerk), Eben Ham (Poliziotto)

## La storia dell'ananas
- Titolo originale: The Pineapple Incident
- Diretto da: Pamela Fryman
- Scritto da: Carter Bays

### Trama
Ted decide di ubriacarsi, sotto consiglio di Barney, per provare ad agire d'istinto senza riflettere eccessivamente sulle possibili opzioni che gli si offrono. Però, dopo aver bevuto, non si ricorda più niente, e al suo risveglio trova un ananas sul comodino e una donna con lui nel letto. Ted cerca quindi di capire come ha passato la notte.
- Guest star: Joe Nieves (Carl), Danica McKellar (Trudy), Joanna Leeds (Jane)

## La limousine
- Titolo originale: The Limo
- Diretto da: Pamela Fryman
- Scritto da: Sam Johnson e Chris Marcil

### Trama
È capodanno. Ted prepara una serata speciale: a bordo di una limousine lui, i suoi amici, una collega di lavoro infatuata di lui e l'autista Ranjit faranno un giro per vedere cinque cenoni differenti e a mezzanotte si recheranno in quello più bello. Purtroppo, accadono una serie di imprevisti.
- Guest star: Marshall Manesh (Ranjit), J. P. Manoux (sosia di Moby), Kathleen Rose Perkins (Mary Beth), Natalie Denise Sperl (Natalya), James Tupper (Derek)

## Il matrimonio
- Titolo originale: The Wedding
- Diretto da: Pamela Fryman
- Scritto da: Kourtney Kang

### Trama
Ted è stato invitato al matrimonio di suoi due amici, Stuart e Claudia, e nell'invito ha segnato per due posti al buffet, perché sperava di poter riuscire a invitare Robin. Quando incontra Claudia, lei afferma di non aver ricevuto la sua prenotazione per due, rivelando di non poter aggiungere un altro posto. Ted, non se la sente di dire a Robin che non può più partecipare, così rigira la domanda a Stuart e lui afferma che non ci sono problemi. Quando Claudia lo viene a sapere, i due litigano e decidono di non sposarsi più. Così Ted li fa rimettere insieme e ottiene il permesso di poter invitare Robin. Purtroppo, al momento di andare alla festa, Robin riceve una chiamata di lavoro dove le viene offerto di condurre il telegiornale. Ted non la trattiene e si reca alla festa con Barney. Al ricevimento il ragazzo nota una ragazza che gli piace.
- Guest star: Ashley Williams (Victoria), Matt Boren (Stuart), Virginia Williams (Claudia)

## Rullo di tamburi
- Titolo originale: Drumroll, Please
- Diretto da: Pamela Fryman
- Scritto da: Gloria Calderon Kellett

### Trama
Al ricevimento del matrimonio di Stuart e Claudia, Ted conosce Victoria. Al contrario di quello che vuole lui, Victoria non vuole fidanzarsi né sposarsi, e si mette d'accordo con Ted per stare insieme solo per quella sera, senza svelare le loro identità. Intanto si scopre che Robin, dopo aver terminato il servizio in tv, si precipita da Ted per fargli una sorpresa ma lo trova seduto accanto a Victoria, quindi si chiude in bagno e scoppia in lacrime. Il giorno dopo riferisce la cosa a Lily, la quale ipotizza che forse anche Robin provi qualcosa per Ted e la convince a dirglielo. Nel frattempo però, appena prima che Robin potesse dichiararsi, Ted riceve una chiamata grazie alla quale riesce a risalire all'identità di Victoria. Così scopre che è la pasticcera che ha preparato la torta e la va a trovare nella sua pasticceria. I due si scambiano un bacio.
- Guest star: Ashley Williams (Victoria), Kelly Stables (Masseuse), Virginia Williams (Claudia), Napiera Groves (Tanya), Matt Boren (Stuart)

## La prima volta
- Titolo originale: Zip, Zip, Zip
- Diretto da: Pamela Fryman
- Scritto da: Brenda Hsueh

### Trama
Marshall e Lily decidono di partire per il loro nono anniversario di fidanzamento, ma all'ultimo minuto decidono di restare a casa.
Ted e Victoria, sapendo che i due sono partiti, ne approfittano per avere finalmente la loro prima volta, così Marshall e Lily restano intrappolati in bagno, cercando di non farsi scoprire per non rovinare l'atmosfera dell'altra coppia.
Nel frattempo, Barney e Robin passano una piacevole serata al bar, alla fine della quale Barney (che se la voleva portare a letto) scopre che anche lei prova qualcosa per Ted.
- Guest star: Ashley Williams (Victoria), Sarah Loew (Dumped Friend), Jason Thornton (Kevin)

## Il gioco della verità
- Titolo originale: Game Night
- Diretto da: Pamela Fryman
- Scritto da: Chris Harris II

### Trama
Marshall organizza una serata con gli amici (anche con Victoria) per giocare al gioco che ha inventato: il Marsh-gammon.
Mentre si sta giocando, Lily dice a Barney che ha incontrato una ragazza di nome Shannon che le ha dato una videocassetta che rivela un giovane Barney che piange per la perdita della sua fidanzata. Barney lo considera il momento più imbarazzante della sua vita e, in cambio dei racconti più imbarazzanti degli amici (compresa Victoria) racconta poco alla volta tutta la storia al bar: appena ventenne era una specie di hippy, si vestiva in modo anticonformista, suonava la tastiera, aveva una ragazza (con cui non aveva rapporti sessuali perché volevano aspettare il matrimonio per perdere la verginità), con la quale sarebbe dovuto andare, per due anni, nei Corpi di Pace, che lo lasciò poco prima della partenza per Greg, un uomo ricco in giacca e cravatta. Dopo quel fatto Barney divenne ciò che è adesso. Alla fine rivela che quella stessa sera, prima di andare al bar a parlare con loro, si è recato all'appartamento dove ora abita Shannon per mostrarle la persona che è diventato. Lei gli ha raccontato di essere uscita per un po' con Greg e che poi si sono lasciati e ha un figlio di nome Max. Dopo aver finito di parlare i due sono finiti finalmente a letto e Barney se l'è svignata subito dopo dicendole che la chiamerà il giorno dopo, cosa che naturalmente non ha alcuna intenzione di fare. Barney, soddisfatto di aver scoperto i segreti dei suoi amici e di essersi finalmente lasciato alle spalle il suo momento più umiliante seducendo con successo la sua ex, viene ritenuto da Marshall il vincitore della serata.
- Guest star: Ashley Williams (Victoria), Marshall Manesh (Ranjit), Katie Walder (Shannon), Jason Thornton (Kevin), Michael McNeely (Bambino), Suzie Plakson (Mrs. Eriksen), Mark Derwin (Uomo d'affari)

## Chi cerca trova
- Titolo originale: Cupcake
- Diretto da: Pamela Fryman
- Scritto da: Suzy Mamann-Greenberg e Maria Ferrari

### Trama
Victoria viene accettata a una scuola di cucina in Germania e, insieme a Ted, deve decidere se andare oppure no. Alla fine la ragazza se ne va, ma i due instaureranno un rapporto a distanza.
Nel frattempo, Marshall e Lily scelgono i loro vestiti per il matrimonio. Lily rovina per sbaglio un vestito da sposa e Marshall, per ripagarlo, accetta di fare un colloquio per la multinazionale in cui lavora anche Barney.
- Guest star: Ashley Williams (Victoria), Sergey Brusilovsky (Tailor), Caroline Lagerfelt (Bridal Shop Lady)

## Insieme ai gorilla
- Titolo originale: Life Among the Gorillas
- Diretto da: Pamela Fryman
- Scritto da: Carter Bays e Craig Thomas

### Trama
Ted riceve pacchi dono dalla sua fidanzata che si trova in Germania, ma non sa come ricambiare. Robin dà dei consigli all'amico, reprimendo i suoi sentimenti. Marshall cerca di integrarsi con i suoi nuovi colleghi dell'agenzia dove lavora Barney.
- Guest star: Diane Louise Salinger (Dr. Birnholz-Vazquez), Tyler Peterson (Marshall da bambino), Taran Killam (Blauman), Bryan Callen (Bilson)

## Dopo le due di notte...
- Titolo originale: Nothing Good Happens After 2 A.M.
- Diretto da: Pamela Fryman
- Scritto da: Carter Bays e Craig Thomas

### Trama
Ted viene invitato da Robin a casa sua dopo le due di notte, ora in cui sua mamma diceva sempre che non succedeva niente di buono. Ted ci va lo stesso, anche se i suoi amici gli consigliano di tornare a casa. Lily, per convincerlo, gli dice che Robin è innamorata di lui e di non rovinare tutto approfittando della sua vulnerabilità. Marshall e Barney, che conoscono l'amico, rimproverano Lily per averglielo detto. Infatti, Ted mente a Robin e le dice di aver rotto la relazione con Victoria e la bacia. Mentre Ted è in bagno, Robin risponde per sbaglio al telefono del ragazzo e così lei scopre la verità. Infine Ted lascia Victoria e delude Robin.
- Guest star: Ashley Williams (Victoria), George Kee Cheung (Elvis coreano), Wajid (tassista numero 2), Lawrence Mandley (tassista numero 1), Alexis Denisof (Sandy Rivers), Shaheed Rasheed (Ragazzina numero 3), Alyssa Shafer (Ragazzina numero 2), Cailey Blair Jones (Ragazzina numero 1)

## Prestazioni a pagamento
- Titolo originale: Mary the Paralegal
- Diretto da: Pamela Fryman
- Scritto da: Chris Harris II

### Trama
Robin invita i suoi amici alla cerimonia per il premio da lei vinto per la conduzione di un servizio televisivo. Quando, però, Robin decide di andare alla cerimonia accompagnata da un suo odioso collega, Ted fa lo stesso andandoci con un'accompagnatrice di nome Mary scelta da Barney.
Ted però non sa che Mary non fa l'accompagnatrice ma è una paralegale e così, quando le dice di non voler stare con una squillo, la ragazza si offende e lo lascia. Barney spiega a Ted di avergli mentito per dimostragli che gli basterebbe essere sicuro di sé come ha fatto quella sera per avere più fascino, infatti Mary era pronta a passare la notte con lui prima che Ted rovinasse tutto. Ted, dal canto suo, si vendica per lo scherzo dell'amico facendo spese folli nella suite che Barney gli ha pagato con la carta di credito, facendo spendere un mucchio di soldi all'amico.
- Guest star: Erinn Bartlett (Mary), Alexis Denisof (Sandy Rivers), Robert Michael Morris (Vampiro Lou)

## Il dubbio
- Titolo originale: Best Prom Ever
- Diretto da: Pamela Fryman
- Scritto da: Ira Ungerleider

### Trama
Marshall e Lily si devono sposare e cercano una band che suoni al loro matrimonio. Così Lily, con Barney e Robin, va a un ballo del liceo dove un gruppo scelto da Marshall sta cantando per verificare se può andare bene anche per lei. Durante la serata, Lily rivela che sta avendo dei ripensamenti sul matrimonio perché non ha mai fatto alcuna delle esperienze che intendeva fare quando era al college, motivo per cui lasciò il suo ragazzo del liceo, ma incontrò Marshall subito dopo essere entrata al college. Robin la convince che sposare Marshall sia molto più importante di quei desideri da ragazza, ma Lily resta comunque un po' titubante.
- Guest star: David Burtka (Scooter), Keith Slettedahl (Keith), Brent Tarnol (Shlub numero 2), Richard Brown (Mr. Corke), John Reha (Shlub numero 1), Alek Friedman (Todd)

## Latte scaduto
- Titolo originale: Milk
- Diretto da: Pamela Fryman
- Scritto da: Carter Bays e Craig Thomas

### Trama
La Love Solution, l'agenzia matrimoniale che Ted aveva contattato, ha trovato la sua donna ideale. Il ragazzo fissa un appuntamento ma si rende conto che l'unica donna che desidera è proprio Robin. Nel frattempo Lily entra in crisi e si reca in un'altra città per tentare l'esame di ammissione a un corso di pittura. Ted, scoperte le sue intenzioni, le fa ammettere che non è sicura di volersi sposare e Ted, seppur arrabbiato, decide di rispettare il desiderio dell'amica e non dice nulla.
- Guest star: Charlene Amoia (Cameriera), Eric Allan Kramer (Rorschach), Brenda Isaacs-Booth (Tracy), Nate Torrence (Butterfield), America Olivo (Bella donna)

## La danza della pioggia
- Titolo originale: Come On
- Diretto da: Pamela Fryman

Dopo un lungo corteggiamento, Ted riesce a conquistare Robin.

- Scritto da: Carter Bays e Craig Thomas

### Trama
Ted prova per un'ultima volta a conquistare Robin, ma è intralciato nei suoi propositi da un viaggio di lavoro che la ragazza ha in programma assieme al collega Sandy Rivers. Disperato, il ragazzo arriva a imparare la danza della pioggia da una delle tante ex di Barney, così da far annullare il viaggio per il cattivo meteo. Incredibilmente l'escamotage funziona: sotto un violento temporale, Ted va così da Robin, e i due si confessano finalmente il loro amore. Nel frattempo Lily capisce che prima di sposarsi deve provare a inseguire i suoi vecchi sogni: la ragazza decide quindi di andare a frequentare una scuola d'arte a San Francisco, lasciando Marshall a due mesi dal matrimonio. Ted torna felice a casa, ma trova Marshall seduto sotto la pioggia con l'anello di Lily e si siede accanto all'amico per consolarlo.
- Guest star: Amy Acker (Penelope), Suzanne Ford (Vet), Mark Gagliardi (Quartet Leader), Robert Michael Morris (Meteorologo), Alexis Denisof (Sandy Rivers)